# Evora hemidesma
Evora hemidesma är en fjärilsart som beskrevs av Philipp Christoph Zeller 1875. Evora hemidesma ingår i släktet Evora och familjen vecklare. Inga underarter finns listade i Catalogue of Life.